# Bernardo Trujillo
Pour les articles homonymes, voir Trujillo.
Bernardo Trujillo, né en 1920 à Bogota (Colombie) et mort en 1971, est un juriste et conférencier colombo-américain, l'un des  premiers à formaliser dans les années 1950 aux États-Unis, les principes théoriques et pratiques qui ont porté vers le succès la grande distribution moderne. Avec Marcel Fournier et les frères Defforey et Maurice Cauwe, il est à l'origine de la diffusion de ce qui deviendra l'hypermarché.

## Biographie
Bernardo Trujillo étudie le droit à Bogota, puis aux États-Unis dans l'Ohio. En 1944, après ses études, il est traducteur chez NCR (National Cash Register) à Dayton, Ohio. NCR cherche alors à faire la promotion de ses caisses enregistreuses et du self-service, et organise des séminaires à cet effet. Entre 1956 et 1970, Bernardo Trujillo s'impose peu à peu comme le représentant star de NCR.

## Conférences
Bernardo Trujillo organise les conférences « Méthodes marchandes modernes » (MMM), pour le compte du fabricant de caisses enregistreuses NCR (National Cash Register) auxquelles les principaux acteurs de la grande distribution française ont assisté. Parmi ceux qui ont fait le déplacement à Dayton (Ohio, États-Unis) siège de la NCR, on compte : Bernard Darty (Darty), Bernard Magrez (spécialiste des grands crus bordelais), Marcel Fournier avec Jacques et Denis Defforey (Carrefour), Gérard Mulliez père et Gérard Mulliez Fils (Auchan), Paul Dubrule et Gérard Pélisson (Accor), André Essel (Fnac), Pierre et Guy Sordoillet (Conforama)… Seul Édouard Leclerc (E.Leclerc) était fier de ne pas avoir fait le détour par Dayton. 2 347 Français participent à ses séminaires entre 1957 et 1965.
Bernardo Trujillo débute les séminaires qu'il anime en demandant à son auditoire (spécialement lorsqu'il s'agit de chefs d'entreprises commerciales) de se lever et d'observer une minute de silence. Puis il annonce d’un ton solennel : « Nous allons observer une minute de silence à la mémoire de ceux d'entre vous qui disparaîtront mais qui ne le savent pas encore. » Ses enseignements sont le récit de multiples aventures commerciales, ponctuées d'aphorismes, de slogans, de fils conducteurs mnémotechniques destinés à frapper les esprits.

## Préceptes
- Le succès repose sur trois pieds : le libre-service, les discount, le tamtam publicitaire. Qu'un seul vienne à manquer et tout s'écroule ;
- No parking, no business ;
- Faites du cirque dans vos magasins ;
- Empilez haut, vendez à prix bas ;
- Les pauvres ont besoin de prix bas, les riches les adorent ;
- C'est là où il y a du trafic que l'on peut faire tout type de commerces ;
- Créer un îlot de perte dans un océan de profits ;
- Les vitrines sont les cercueils des magasins ;
- Tout sous le même toit ;
- Avez-vous 20 ans d'expérience ou une année d'erreurs répétée 20 fois ?
- La pancarte est le meilleur vendeur : vous ne la payez qu’une fois et elle ne prend jamais de vacances ;
- Le marketing, c'est ce qui fait ting!, ting!, ting!, le délicieux bruit de la caisse enregistreuse qui tourne à plein régime  (jeu de mots anglophone marketing et mark a ting, faire un ting) ;
- L'avenir est au tout automobile ;
- Pour réussir en affaires il suffit de 90% de « tripes » (guts en anglais), de 8 % d'expérience et de 2 % de capital[10] ;
- Abaisser les prix sur les articles les plus en vue, les plus connus, et se rattraper sur les autres[11].

## Publications
- Pierre Herbin, La publicité mène à tout, Lagny, Editions de la Gourdine, 1964 (OCLC 460616105) [11]
- Étienne Thil (Auteur) et Bernardo Trujillo (postface), Les inventeurs du commerce moderne : Des grands magasins aux bébés-requins, Jouwen Éditions, 1966 (OCLC 716310405)